# Gustavia (växter)
Gustavia är ett släkte av tvåhjärtbladiga växter. Gustavia ingår i familjen Lecythidaceae.

## Bildgalleri

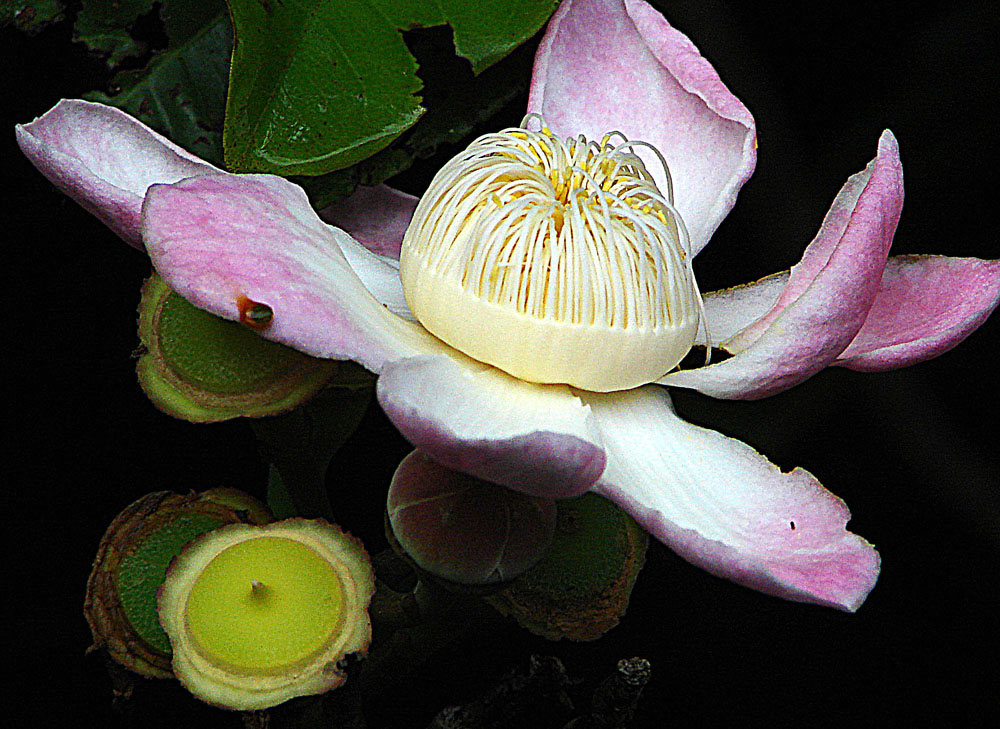
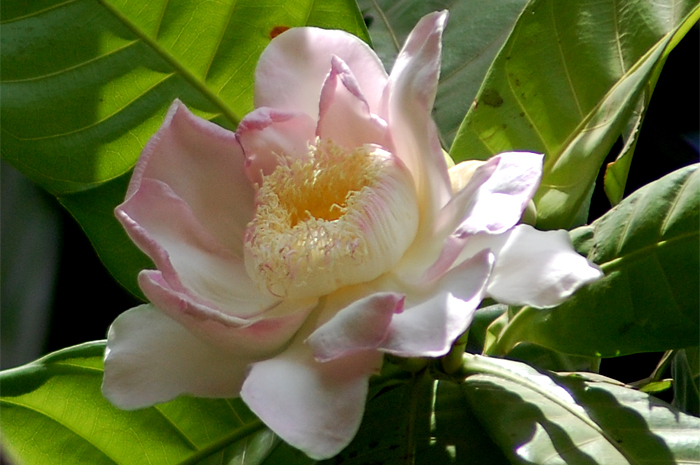
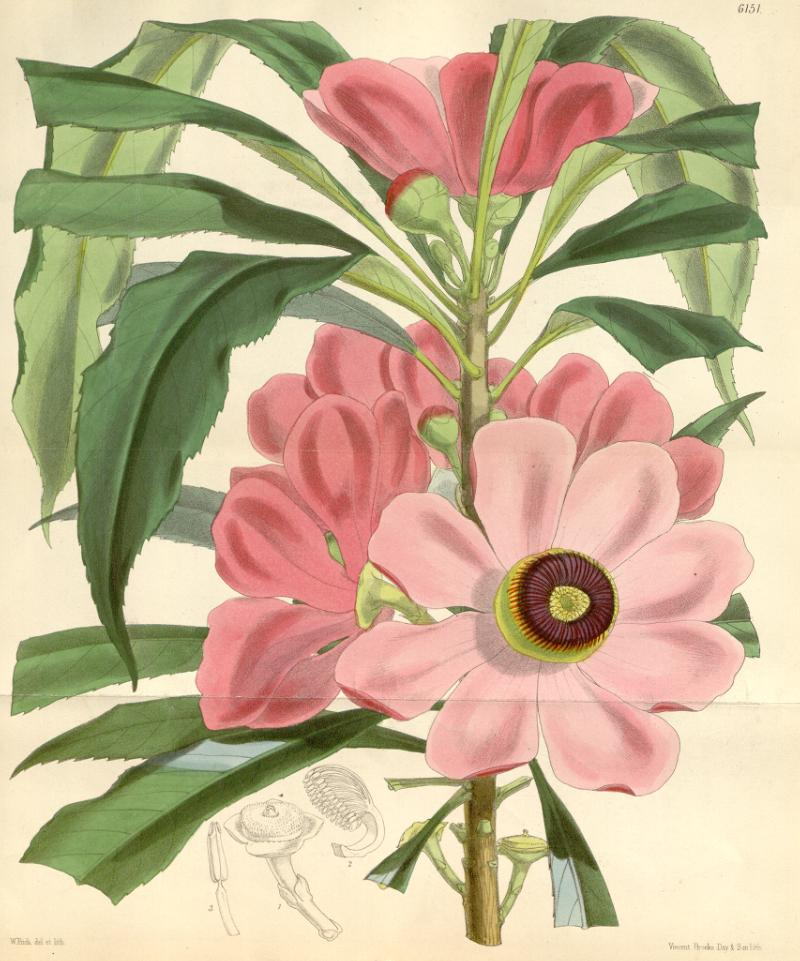
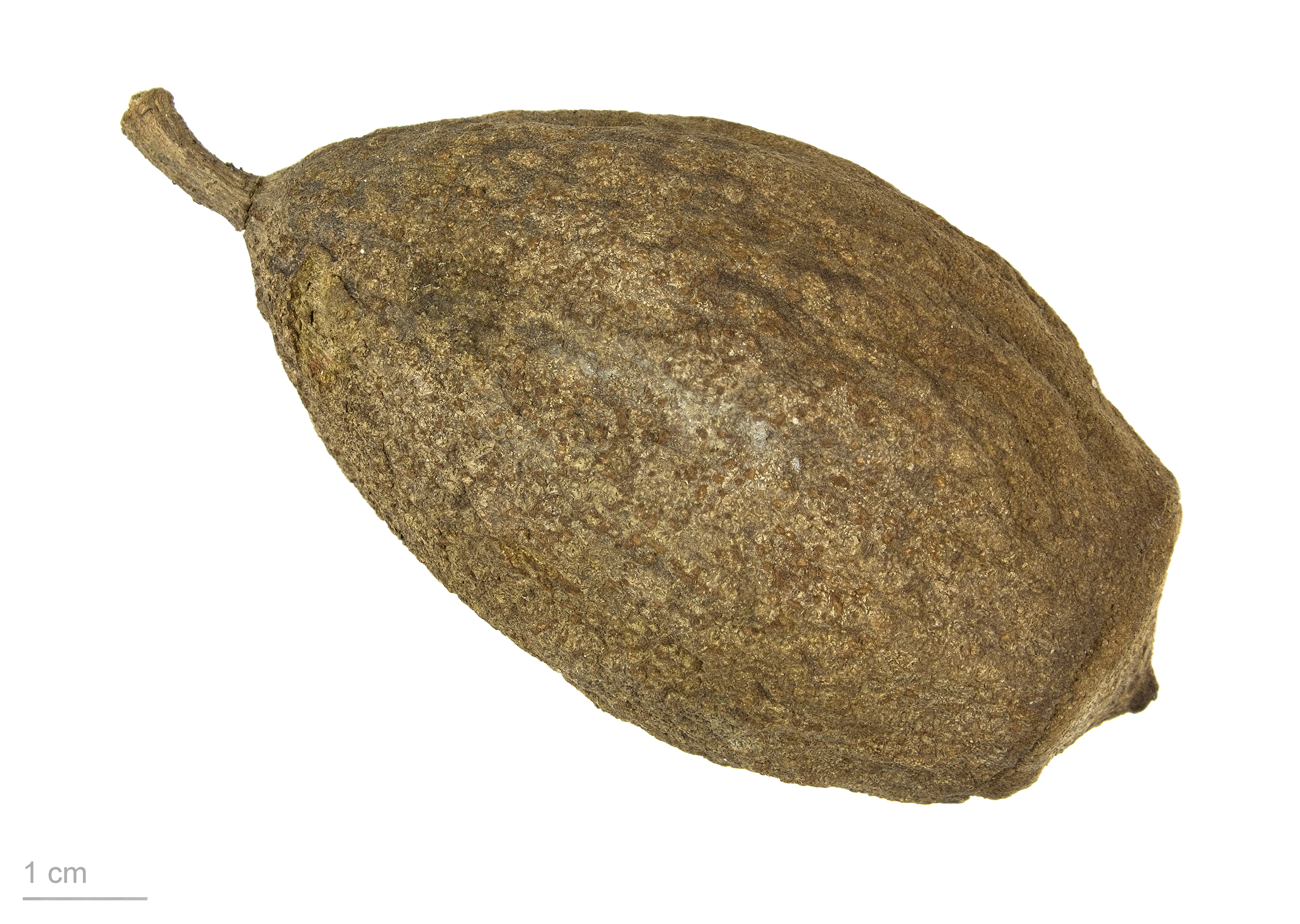
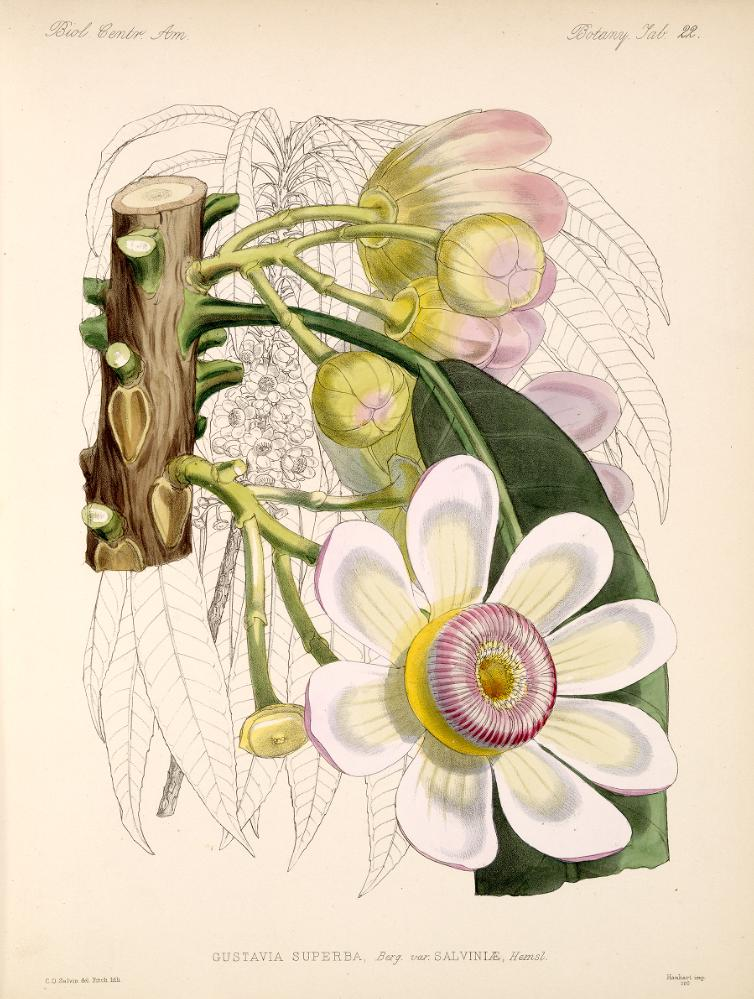
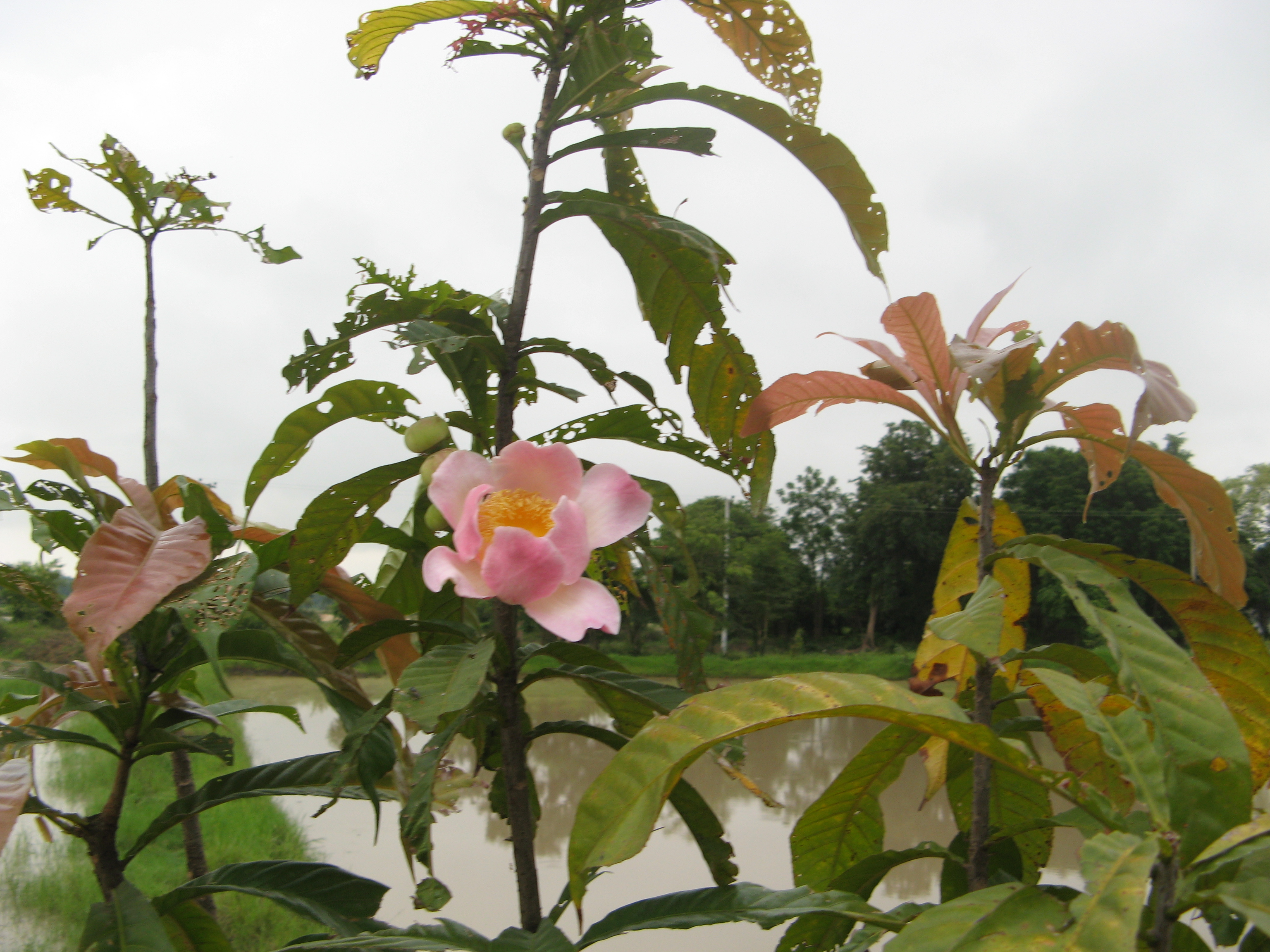

## Dottertaxa tillGustavia, i alfabetisk ordning[1]
- Gustavia acuminata
- Gustavia acuta
- Gustavia angustifolia
- Gustavia augusta
- Gustavia brachycarpa
- Gustavia coriacea
- Gustavia dodsonii
- Gustavia dubia
- Gustavia elliptica
- Gustavia erythrocarpa
- Gustavia excelsa
- Gustavia flagellata
- Gustavia foliosa
- Gustavia fosteri
- Gustavia gentryi
- Gustavia gigantophylla
- Gustavia gracillima
- Gustavia gracillipes
- Gustavia grandibracteata
- Gustavia hexapetala
- Gustavia inakuama
- Gustavia latifolia
- Gustavia longepetiolata
- Gustavia longifolia
- Gustavia longifuniculata
- Gustavia longipetiolata
- Gustavia macarenensis
- Gustavia monocaulis
- Gustavia nana
- Gustavia parviflora
- Gustavia petiolata
- Gustavia poeppigiana
- Gustavia pubescens
- Gustavia pulchra
- Gustavia romeroi
- Gustavia santanderiensis
- Gustavia serrata
- Gustavia sessilis
- Gustavia speciosa
- Gustavia superba
- Gustavia tejerae
- Gustavia terminaliflora
- Gustavia verticillata